# Paradrymonia prististoma
Paradrymonia prististoma är en tvåhjärtbladig växtart som beskrevs av Wiehler. Paradrymonia prististoma ingår i släktet Paradrymonia och familjen Gesneriaceae. Inga underarter finns listade i Catalogue of Life.